# Placówka Straży Celnej „Żabiny”

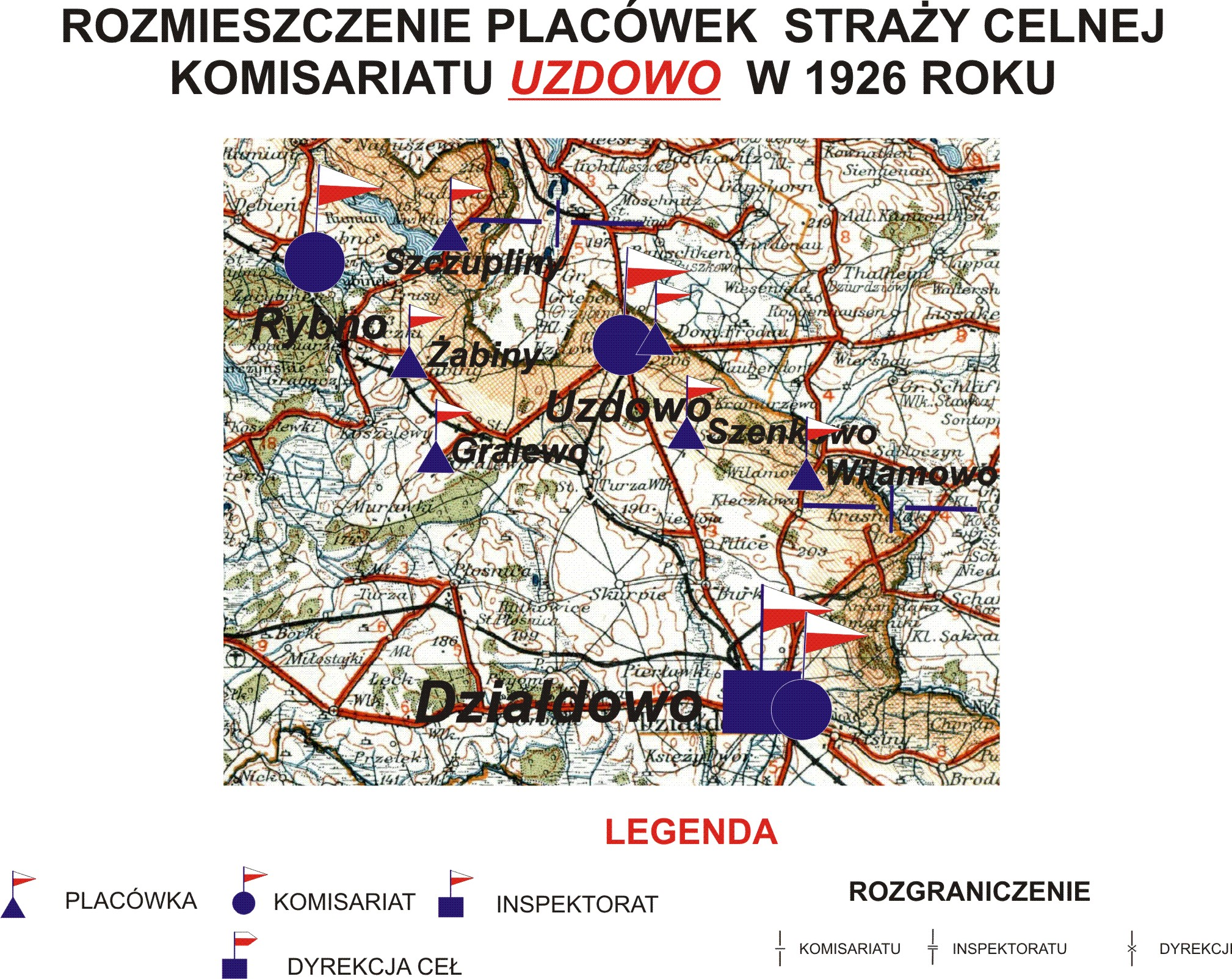
Rozmieszczenie placówek SC komisariatu "Uzdowo" w 1926 roku

Placówka Straży Celnej „Żabiny” – jednostka organizacyjna Straży Celnej pełniąca w okresie międzywojennym służbę ochronną na granicy polsko-niemieckiej.

## Formowanie i zmiany organizacyjne
Na wniosek Ministerstwa Skarbu, uchwałą z 10 marca 1920 roku, powołano do życia Straż Celną. Od połowy 1921 roku jednostki Straży Celnej rozpoczęły przejmowanie odcinków granicy od pododdziałów Batalionów Celnych. Proces tworzenia Straży Celnej trwał do końca 1922 roku. Placówka Straży Celnej „Żabiny” weszła w podporządkowanie komisariatu Straży Celnej „Uzdowo” z Inspektoratu SC „Działdowo”.
W drugiej połowie 1927 roku przystąpiono do gruntownej reorganizacji Straży Celnej. W praktyce skutkowało to rozwiązaniem tej formacji granicznej. Ochronę północnej, zachodniej i południowej granicy państwa przejęła powołana z dniem 2 kwietnia 1928 roku Straż Graniczna.
Rozkaz nr 9 z 18 października 1929 roku w sprawie reorganizacji Mazowieckiego Inspektoratu Okręgowego komendant Straży Granicznej płk. Jan Jur-Gorzechowski powołuje komisariat Straży Granicznej „Rybno”, a w nim placówkę Straży Granicznej I linii „Żabiny”.

## Służba graniczna
Sąsiednie placówki
- placówka Straży Celnej „Gralewo” ⇔ placówka Straży Celnej „Szczupliny” − 1926[8]

## Funkcjonariusze placówki
Kierownicy placówki
| stopień    | imię i nazwisko, numer | okres pełnienia służby | kolejne stanowisko |
| ---------- | ---------------------- | ---------------------- | ------------------ |
| przodownik | Jan Ludwiczak (2481)   | był w 1926             |                    |

Obsada personalna placówki w 1926:
- przodownik Jan Ludwiczak (2481)
- starszy strażnik Franciszek Cywiński (2369)
- strażnik Stanisław Kaźmierczak (960)
- strażnik Władysław Małecki (968)
- strażnik Aleksander Haupa (1956)
- strażnik Andrzej Olejniczak (2533)
- strażnik Franciszek Kubala (434)